# 三姑庙
显济庙俗称三姑庙，位于中国安徽省黄山市黟县宏村镇屏山村，供奉西汉侍中舒珍的三个化鲤成仙的女儿（三圣龙女）。庙宇始建于南宋绍兴十七年（1147年）,庙名为宋高宗御题,取意为显圣济世之意。2004年10月28日，三姑庙公布为第五批安徽省文物保护单位。